# クリスティアン・ボルヒェルト
クリスティアン・ボルヒェルト（独: Christian Borchert、1942年2月1日 - 2000年7月15日）は、ドイツの写真家。

## 経歴
ボルヒェルトは馬具職人の息子として生まれ、ドレスデンのピーシェンの借家で幼少期を過ごした。ペスタロッチ普通工業高校（独: Erweiterte allgemeinbildende polytechnische Oberschule: EOS）で大学入学資格試験（アビトゥーア）を取得後、ポツダム・バーベルスベルクにある映像技術学校で複製技術を研究した。その後、熟練エンジニアおよびヴォルフェン、バーベルスベルク、ベルリンで役人として働いた。1967年にボルヒェルトは写真教育を修了。1970年からは雑誌『ノイエ・ベルリナー・イルストリールテ』で報道カメラマンとして5年間働く。その間、1971年 - 1974年にライプツィヒ版画・製本芸術大学の通信講座を受け、卒業した。1975年以降は、フリーランスの写真家として活動。ボルヒェルトは、ウヴェ・シュタインベルクと親交をもった。

## 作品
1954年、ボルヒェルトはヴェルタ社の6×6cm判折畳式二眼レフカメラ「パーフェクタ（独: Perfekta）」をプレゼントして貰う。彼が最初に撮影を始めたとき、すでに教会と橋などのテーマを体系化していたことがわかる。1983年に彼は対談で「街を”ひとつ”の風景として把握する努力として」写真を理解していると述べている。
写真家アウグスト・ザンダーの本「仮面のない人びと（独: Menschen ohne Maske）」（1971年出版）に影響を受け、「なにか特別なものでありたい」という希望を持ち、自分の職業と「表紙の晴れやかな顔」との距離を持ちたいと思うようになる。1972年 - 1973年にハンガリーに旅行したとき、彼の理想のイメージと写真の構成とが「目の前に」ありありと浮かぶ。ザンダースの影響は、明らかにボルヒェルトの芸術家や作家のポートレートに顕れている。例えば「評論家や同業者にボルヒェルトへの注意を喚起する」作家ハイナー・ミュラーのポートレートなどがそうである。ボルヒェルトは、何度でも繰り返しじっくり見ることのできる写真だけが良い写真であると考えていて、アメリカの写真家ポール・ストランドのように細部を豊かに表現した写真に心を奪われている。
ボルヒェルトの重要なプロジェクトのひとつは、ドレスデンの歌劇場ゼンパー・オーパーの再建のドキュメンタリーを作ることで、その際に、7年間でおよそ1万枚の写真を撮った。彼はこのドキュメンタリーを「自発的な仕事」のひとつとして考えており、「なによりもまず自分がクロニクルの編纂者」であると見ていた。自宅のあったベルリンとドレスデンとを何度も往復した。準備のために、破損していないオペラハウスの写真を彼はじっくりと吟味した。天候を撮影することで時間の経過と、再建に必要な忍耐力がはっきりわかるようになっている。ハインツ・チェホフスキー（独: Heinz Czechowski）は、客観的に見て彼の作品がヘルマン・クローネやリヒャルト・ペーターゼンのようなドレスデンの写真家にもつながるものであると述べている。
ベルリンとドレスデンという東ドイツの日常の情景を頻繁に記録していたボルヒェルトは、家族のポートレート写真も制作している。彼は家族の大多数をドイツ再統一後の1990年代の経過のなかで撮影し、撮影場所と写真に取られた人の職業というわずかな関連で、新しいドイツの家族の人生を追体験することができる。
ボルヒェルトの撮影方法は、極めてよく考えられていたので、35ミリ版の小型カメラのシャッターをいつでも押せるように準備してはおらず、「カメラの使い方はいつも考える必要がある」ものであった。ボルヒェルトは、自分の作品について語るとき、何度も距離（独: Distanz）という概念を使った。「距離をとれば、明確になります。あるひとつのものを遠くから観察し、それが写真家であるとことだと信じるのなら、自己欺瞞が始まることもありうるかもしれませんが、そのときより明確に見ているはずです」。しかし、「なんでも仲良くするというのも、おそろしいのではないでしょうか。距離を失ってしまうということを意味するのは、つまらないということです。だから距離を持つということは、よそよそしくするということではなくて、尊厳を保つということなのです」。クロニクルの編纂者という役割を重要視した理由を、彼は次のように説明している。「私を写真に惹きつけ、おもしろいと思わせるものは、あることを知らせるということです。でも、誇張したりエフェクトに頼らないで『適切に』やりたいと思います。そうすれば、いつでもどこでも、いろんな状況やシチュエーションについてのイメージを持てるようになります。それが消滅していくものへの対抗する写真です」。
ボルヒェルトの遺作は、ザクセン州立図書館に収められている。およそ1万点のプリント写真が保存されていて、ベルリン・ギャラリーとドレスデン銅版画展示室は、およそ1,400点、500点の展示用プリント写真を所有している。

## 出版
- Semperoper Dresden – Bilder einer Baulandschaft. Mit Fotografien von Christian Borchert. Verlag der Kunst, Dresden 1985.
- Christian Borchert: Berliner. Ex pose Verlag, Westberlin 1986.
- Galerie Nord: Dresden. Bilder aus Dokumentarfilmen 1913–1949: Ausstellung Galerie Nord 28. Januar bis 10. März 1990. Bilder gesammelt, ausgewählt und kopiert von Christian Borchert. Galerie Nord, Dresden 1990.
- Christian Borchert, Peter Gehrisch: Dresden. Flug in die Vergangenheit: Bilder aus Dokumentarfilmen 1910–1949. Verlag der Kunst, Dresden 1993, ISBN 3-364-00251-7.
- Jens Bove (Hrsg.): Christian Borchert. Fotografien 1960–1996. Edition Sächsische Zeitung, Dresden 2011, ISBN 978-3-938325-92-6.
- Stadtmuseum Dresden (Hrsg.): Zeitreise. Bilder einer Stadt. Dresden 1954–1995. Verlag der Kunst, Dresden 1996, ISBN 3-86530-009-X (= Katalog zur Ausstellung im Stadtmuseum Dresden).
- Christian Borchert (Hrsg.): Victor Klemperer. Ein Leben in Bildern. Aufbau Verlag, Berlin 1999, ISBN 3-351-02399-5.
- Irene Runge: Ganz in Familie: Gedanken zu einem vieldiskutierten Thema. Mit 16 Fotografien von Christian Borchert. Dietz, Berlin 1985.
- Staatliche Kunstsammlung, Neubrandenburg (Hrsg.): Christian Borchert. Fotografien. Staatliche Kunstsammlung Neubrandenburg, Galerie am Pferdemarkt, 29. September–15. November 1987, Neubrandenburg 1987.
- Galerie Mitte (Hrsg.): Christian Borchert. Fotografien. Ausstellung vom 28. Februar bis 11. April 1985, Galerie Mitte, Dresden 1985.
- Galerie Kunstsammlung Cottbus (Hrsg.): Christian Borchert: Gruppenbilder und Künstlerporträts. Ausstellung vom 29. März bis zum 1. Juni 1980 Galerie Kunstsammlung Cottbus, Cottbus 1980.
- Joachim Walther (Hrsg.): „Mir scheint, der Kerl lasiert“: Dichter über Maler. Mit Fotografien von Christian Borchert. Buchverlag Der Morgen, Berlin 1978.

## 主な個展
- 1980: Galeri Kunstsammlung, Cottbus
- 1985: Galerie Mitte, Berlin
- 1987: Staatliche Kunstsammlung, Neubrandenburg
- 1996: Stadtmuseum Dresden
- 1998: Galerie argus fotokunst, Berlin
- 1999: Galeri Pankow, Berlin
- 2010: Galerie argus fotokunst, Berlin